# Icelinus burchami
Icelinus burchami är en fiskart som beskrevs av Barton Warren Evermann och Goldsborough, 1907. Icelinus burchami ingår i släktet Icelinus och familjen simpor. Inga underarter finns listade i Catalogue of Life.